# Nieuwegein
Nieuwegein [ˌniʋəˈɣɛin]  ist eine niederländische Stadt in der Provinz Utrecht und hatte am 1. Januar 2025 laut Angabe des CBS 66.750 Einwohner.

## Lage
Das Stadtgebiet befindet sich unmittelbar südlich von Utrecht. Nieuwegein wurde in den 1970er Jahren aus den bisherigen Gemeinden Vreeswijk und Jutphaas gebildet. Vreeswijk liegt mit seinem Zentrum unmittelbar am Lek, einem der niederländischen Rheinarme. Durch das Gebiet von Nieuwegein führen mehrere Kanäle: der Amsterdam-Rhein-Kanal, der Lekkanal und der Merwede-Kanal.
Nieuwegein liegt östlich der Autobahn A2 (Utrecht – Den Bosch), südlich der Autobahn A12 (Utrecht – Den Haag/Rotterdam) und westlich der A27 (Hilversum – Utrecht-Ost – Breda). Die Stadt hat keinen eigenen Eisenbahnanschluss, ist aber durch die sneltram genannte Stadtbahn, die nahezu ausschließlich auf eigenem Gleiskörper verkehrt, in 15 bis 20 Minuten vom Utrechter Hauptbahnhof zu erreichen.

## Geschichte
Im 13. Jahrhundert lag hier eine Stadt namens Het Gein. Diese hatte vom deutschen Kaiser um 1295 ein Flusszollrecht erhalten. Im Jahr 1333 fiel sie einem Bürgerkrieg zum Opfer und wurde zerstört.
Der Ort Vreeswijk soll eine friesische Siedlung gewesen sein. Es hatte bedeutende Schleusen, die 1481 in einem weiteren Bürgerkrieg zerstört und darauf erneuert wurden.
Das Dorf Jutphaas entstand im Mittelalter entlang des Flusses Kromme Rijn. Es war im 17. Jahrhundert eine nicht unbedeutende Schiffersiedlung.

Im Mai 1940 wurde die Stadt von der deutschen Wehrmacht besetzt (Westfeldzug gegen Frankreich); Ende 1944 wurde sie befreit.
Wie schon erwähnt, wurden diese Dörfer 1971 zusammengelegt zur neuen Gemeinde Nieuwegein; zwischen den alten Kernen entstand darauf ein modernes Stadtzentrum.

## Sehenswürdigkeiten
- Die 2006 eröffnete Museumswerft Vreeswijk, ein Museum der Binnenschifffahrt
- In der römisch-katholischen Kirche St. Nikolaus stehen ein sehenswertes Retabel, das um 1500 von einem unbekannten süddeutschen Meister geschaffen wurde, sowie ein mittelalterlicher Orgelprospekt.
- Die beiden Schlösschen Rijnhuizen und Oudegein (nicht von innen zu besichtigen) datieren aus dem 17. Jahrhundert.

## Wirtschaft
In Nieuwegein leben Tausende Pendler, die in der Stadt Utrecht arbeiten; die Stadt wurde eigens dazu in den 1970er Jahren so stark ausgebreitet, wie sie jetzt ist.
Es gibt aber auch viele Firmen, die zwischen 1975 und 2000 ihre Bürogebäude in einem der Nieuwegeiner Gewerbegebiete bauen ließen. Der Dienstleistungssektor ist der wichtigste Faktor der Wirtschaft dieser Gemeinde.
Nieuwegein hat auch ein Krankenhaus, ein Theater, viele Schulen, Altersheime usw.

## Städtepartnerschaften
- Keila (Landgemeinde), Estland
- Puławy, Polen, aufgekündigt im Juli 2020[3]
- Rundu, Namibia

## Söhne und Töchter der Stadt
- Anna van Rijn (um 1520–1607) Stifterin
- Jasper van Dijk (* 1971), Politiker
- Ron Smoorenburg (* 1974), Kampfsportler, Schauspieler, Stuntman und Stunt Coordinator
- Michel Vorm (* 1983), Fußballspieler
- Phynn (* 1984), Trance-DJ und Musikproduzent
- Ramon de Meijer (* 1986), Wasserspringer
- Dimitri Djollo (* 1988), Fußballspieler
- Robert Meeuwsen (* 1988), Beachvolleyballspieler
- Eddy Vorm (* 1989), Fußballspieler
- Sari van Veenendaal (* 1990), Fußballtorhüterin
- Zarah Bruhn (* 1991), deutsche Unternehmerin
- Hugo Haak (* 1991), Bahnradsportler
- Robin de Kruijf (* 1991), Volleyballspielerin
- Rocco van Straten (* 1991), Snowboarder
- Sean Klaiber (* 1994), Fußballspieler
- Ruben Jille (* 1996), Badmintonspieler
- Marit van Ede (* 2001), Handballspielerin